# The Sims 2 (Nintendo DS)
The Sims 2 — однопользовательская видеоигра в жанре симулятора жизни для портативной приставки Nintendo DS. Разработкой игры занималась студия Griptonite Games, ранее создавшая трилогию игр The Sims для приставки GBA. Выход игры состоялся 12 августа 2005 года в Японии и 24 октября в США. Разработка игры началась на фоне успеха The Sims 2 для персональных компьютеров. The Sims 2 для DS является последней в серии игр от Griptonite наряду с Bustin’ Out, The Urbz и The Sims 2 для GBA, эти игры выделяются своим мрачным сюжетом и абсурдистским юмором, над сюжетом и лором работал в будущем известный сценарист Дерби Макдевитт.
Критики дали смешанную оценку игре, с одной стороны заметив, что разработчиком удалось создать интересный геймплей в рамках небольшого экрана Nintendo DS, с другой стороны впечатление от игры портит постоянная необходимость исполнять базовые потребности персонажа.

## Сюжет и игровой процесс

Изображение геймплея

Игра начинается с редактора персонажа, где игрок выбирает пол, имя и внешность сима. Далее управляемый персонаж назначается по умолчанию управляющим единственного отеля в пустынной местности городка Стренжтаун. Игрок должен поддерживать чистоту и порядок в отеле, время от времени посетители отеля будут предъявлять разные желания, которые игрок должен исполнить, чтобы повысить свой рейтинг. Одновременно в Стренджтауне будут происходить разные события и проблемы должен решать управляемый персонаж. Далее игрок узнаёт, что городок периодически страдает от нападения инопланетян, которые считают жаркие и засушливые окрестности Стренджтауна идеальными для колонизации, так как сами боятся воды. Только главному герою силах остановить подобную угрозу. В некоторых ситуациях персонажу придётся вступать в бой с тем или иным сверхъестественным существом, например инопланетяне боятся воды.
Геймплей также завязан на необходимости зарабатывать разныи способами деньги, которые можно получить, проходя мини-квесты, собирая предметы в пустыне и перебиваясь случайными заработками, если исполнять все желания и капризы посетителей отелей, они также будут больше платить. Не менее важным элементом игры остаётся необходимость удовлетворять базовые потребности управляемого сима в еде и гигиене, если игнорировать их, то персонажа ждёт нервный срыв и он не сможет выполнять квесты и поддерживать диалоги на должном уровне. По мере развития сюжета персонаж разгадывает всё новые тайны городка. В игре доступны мини-игры, возможность создавать собственную музыку и даже рисовать новые картины.

## Создание и выход
The Sims 2 для Nintendo DS, как и остальные версии для игровых приставок и портативных устройств была разработана на фоне успеха оригинальной игры The Sims 2 для персональных компьютеров. Несмотря на общее название, The Sims 2 для DS представляет собой созданную заново игру с линейным прохождением, а её графика была адаптирована для работы на небольшом устройстве. Разработкой версии для Nintendo DS занималась студия Griptonite Games, ранее создавшая три игры серии The Sims — Bustin’ Out, The Urbz и The Sims 2 для игровой приставки Game Boy Advance. Саму игру хотели максимально адаптировать и кастомизировать для игры на двух экранах со стилусом, а также избежать ошибок, допущенных с созданием портативной версии The Urbz для DS, например была добавлена возможность рисовать стилусом картины, которые затем управляемый персонаж может вешать в своём отеле, который игрок может кастомизировать, таким образом являясь элементом виртуальной песочницы в линейной игре.
При разработке трёх предыдущих игр для GBA, Griptonite Games стремились сделать их сюжеты максимально странными, вводя сюжет с мрачными и ужасающими мотивами, вдохновляясь романами Лавкрафта и Стивена Кинга, а также обилие чёрного и абсурдистского юмора, при этом такая планка повышалась с каждым новым следующим проектом. Со слов продюсера разработчиков Джей Си Коннорса, The Sims 2 для DS получила в итоге из всех игр самый странный юмор с сюжетом. Тем не менее некоторые идеи были не одобрены руководителями EA Games, например разработчики хотели ввести идею того, что игрок управляет игровым персонажем с точки зрения паразитической амёбы, контролирующей мозг героя. Ведущий сценарист Дарби Макдевитт предложил использовать гостиницу основным местом действия, вдохновляясь сериалом «Башни Фолти», он сравнивал работу над игровым сюжетом с «волной безумия». Макдевитт позже упомянул, что работа над странными историями к играм серии The Sims позволило ему набрать много сценарного опыта для работы над будущими успешными игровыми проектами. Коннорс заметил, что сюжет был вдохновлён историями Лавкрафта и Стивена Кинга, особенно романом «Оно», но также заметил, что в сама The Sims 2 для ПК предлагала таинственные сюжетные предыстории, вызывавшие массовый интерес у фанатов игры, в частности упоминая исчезновение Беллы Гот.
Сам основной сюжет игры в некоторой степени схож с The Sims 2 для Game Boy Advance, где также например присутствует сценарий вторжения инопланетян в Стренджтаун. Самое основательное отличие состоит в том, что основная идея оригинальной игры — симулятора виртуальных людей была заменена на линейное прохождение, согласно которому управляемый сим становится управляющим отеля, он должен следить за ним, обслуживать посетителей, за одно изучая городок и помогая его жителям.
Также особенность The Sims 2 для DS заключается в возможности записывать свой голос через микрофон и сохранять запись в игре, а также с помощью стилуса создавать картины, чтобы затем украшать ими стены отеля или продавать их. В данную игру также была добавлена мини-игра, позволяющая смешивать музыкальные треки. Их композитором является Ян Стивен Велема из Нидерландов. Он заметил, что EA для добавления его мелодий даже согласились использовать для игры картридж с большей памятью.
Впервые о предстоящем выходе игры стало известно 5 мая 2005 года, тогда же было объявлено, что свои версии The Sims 2 также выйдут на GBA, PSP, Xbox, GameCube, PS2 и мобильных телефонах. 5 октября стало известно, что игра вышла в печать.
24 октября 2005 года в США и 4 ноября 2005 года в России была выпущена игра для Nintendo DS, игра выполнена полностью в трёхмерной простой графике пятого поколения. Игра получила рейтинг E10+ (для детей старше 10 лет). Присутствует также заметная схожесть с игрой Animal Crossing.

## Музыка
Созданием музыкального сопровождения к The Sims 2 для DS занимались совместно композитор Ян Стокер из Ian Stocker Sound Design из Кайл Джонсон из Moontech Studios. Ян уже раннее занимался созданием композиций к инди-играм и начал сотрудничество с Maxis с создания мелодий для DS. На этот раз он хотел придать музыке дух вестерна, записав живые выступления гитары и для этого привлёк музыканта Кайл Джонсона. Стокер и Джексон сотрудничали, при этом живя в разных городах — Сан Франциско и Санта Барбара. Это также можно рассматривать, как один из самых ранних примеров сотрудничества через интернет. Вначале Стокер сочинял мелодию, используя программы Buzz и Impulse Tracker затем Джонсон сопровождал её выступлением на гитаре, прикрепляя к треку с помощью Audio Hijack Pro, сами мелодии, как выразился Джонсон выдержаны в духе старых/ пустынных вестернов.
Работая над вводной мелодией, Джонсон и Стокер записали мелодию, выдержанную в стиле Uncle Albert/Admiral Halsey Линды и Пола Маккартни. Стокер создавал не только мелодии, но и использовал гитару, чтобы создать различные звуковые эффекты. Из-за ограниченных характеристик DS и особенно GBA, Стокер не мог включать в игру полный саундтрек, поэтому мелодии записывались в формате 10-20-ти секундных семплов, с помощью которых затем воссоздавали мелодии.

## Восприятие
| Сводный рейтинг       | Сводный рейтинг |
| Агрегатор             | Оценка          |
| --------------------- | --------------- |
| GameRankings          | 70,08 %         |
| Metacritic            | 70/100          |
| Иноязычные издания    |                 |
| Издание               | Оценка          |
| Nintendo Power        | 55 %            |
| Nintendo World Report | 8/10            |
| WorthPlaying          | 7,4/10          |

Игра для Nintendo DS получила смешанные отзывы и, по общим обзорам критиков, получила 70 из 100 балов.
Редактор журнала Nintendo Official Magazine заметил, что к сожалению представленный игровой мир линеен, и после полного прохождения не имеет смысла дальше играть, хотя прохождение побочных заданий обеспечат дополнительные несколько часов игры. Представитель NGC Magazine заметил, что The Sims 2 оставляет впечатления игры, пытающейся взять лучшее у Animal Crossing и Nintendogs, но в итоге получившейся недоделанной.
Редакция Nintendo World Report пришла к заключению, что обилие микроменеджмента в игре (держать свой отель в чистоте, заботится о благополучии гостей, сохранять здравомыслие) заставляет игрока чувствовать удовлетворение после исполнения заданий, однако игра никогда не начнёт перегружать игрока. Брендон Хайвнер с Game Chronicles в общем похвалил симулятор, заметив, что игра отлично использует возможности приставки Nintendo DS и представляет из себя большее, чем просто порт с другой платформы, предлагая игроку уникальный опыт управления отелем, позволяя обустроить его на свой вкус и манеры. Также несмотря на свою линейность, игра сумела сохранить основную формулу оригинальной игры The Sims 2. Возможность играть в The Sims 2 с помощью стилуса делает времяпровождение в игре увлекательным, игрок может попробовать множество взаимодействий, вроде бы бессмысленных для общего геймплея, но делающих игру красочнее и интереснее. Тем не менее критик не оценил качество графики, назвав её мутной, также критик не оценил качество музыки, при этом возможность записывать свой голос через микрофон компенсирует данный недостаток.
Крейг Харрис отметил, что игра чётко поделена на разные уровни, которые становятся доступными при прохождении очередного задания, при этом критик видит в игре явное сходство с игрой Animal Crossing, также выпущенной для Nintendо Среди недостатков в игре Крейг отметил слишком линейный сюжет. С другой стороны, критик похвалил игру за её лёгкий интерфейс. Хью МакХэрг, критик сайта «Worthplaying», отметил, что разработчикам удалось вместить богатый мир вселенной The Sims 2 в маленький экранчик, и похвалил качество анимации игры, которые позволят игроку с интересом взаимодействовать с окружающими симами, избегая чувства того, что играешь с пустыми трёхмерными объектами. В игре доступны другие мини-игры. Среди недостатков критик отметил, что значительную часть времени приходится тратить на удовлетворение потребностей персонажей.

### Ретроперспектива
The Sims 2 для Nintendo DS считается провальной и забытой во времени игрой, тем не менее пользователи, игравшие в эту игру в детстве время от времени делятся со своим опытом, отмечая пустующую и гнетущую атмосферу игры. Пользователи отмечали, что несмотря на отсутствие насилия игры, она изобилует жестоким юмором и двусмысленными сценами, где например персонаж по поручению мера должен закопать «двигающийся» ящик. Часть пользователей жаловалась на травмированный психологический опыт, другая же часть оценила чёрный юмор. Редакция Kotaku назвала The Sims 2 для Nintendo DS одной из самых таинственных игр во франшизе The Sims.